# Niclas Adler
Bo Niclas Adler, född 30 april 1971, är en svensk entreprenör, ekonom och professor i företagsekonomi och entreprenörskap.

## Utbildning
Adler blev civilekonom 1994, ekonomie doktor 1999 och docent 2002 vid Handelshögskolan i Stockholm.

## Karriär
Adler är medgrundare av och var direktör för Fenix Center for Innovations in Management vid Handelshögskolan i Stockholm och Chalmers tekniska högskola 1994–2007. Han är även medgrundare av och var första VD för Stockholm School of Entrepreneurship 1998–2000.
År 2007 blev Adler VD och akademisk ledare för Internationella Handelshögskolan i Jönköping och installerades som professor 20 september 2008. Under sin tid som VD för Internationella Handelshögskolan initierade Adler en rad internationella affärsutvecklingsprojekt och initierade även arbete med internationell ackreditering.     
Adler blev sedan rekryterad som professor och rektor för Indonesiens ledande Handelshögskola IPMI International Business School i Jakarta 2012 med uppdraget att genomföra en stark internationalisering.
Adler är också Babson Global Professor of Entrepreneurship Practice vid Babson Global i USA sedan 2011 och adjungerad professor i entreprenörskap vid Kungliga Musikhögskolan i Stockholm sedan 2012. Han är dessutom professor vid och arbetande styrelseordförande för Indonesian International Institute for Life-sciences, i3L i Jakarta i Indonesien sedan 2012.
Vid sidan av sina akademiska engagemang så har Adler sedan 1994 drivit olika internationella affärsutvecklingsprojekt med tonvikt på tillväxtmarknader i Asien och Mellanöstern och är medgrundare till flera teknologi- och innovationsbaserade företag, bland annat Immune Therapy Holdings, TLA Targeted Immuno Therapies, Immuno Diagnostics, Immune System Regulation i Stockholm, Truepoint i Boston, E-Cognition i Singapore, samt Kinglory Technologies i Hongkong. 
Adler är sedan 2012 styrelseordförande och Managing Partner för Accelerated Innovation i Hongkong som investerar i och introducerar teknologi inom life-sciences på asiatiska tillväxtmarknader. Accelerated Innovation etablerade 2014 CP Nordics tillsammans med Charoen Pokphand Group för att investera i världsledande hälso- och sjukvård samt för att introducera nya kliniska koncept, ny teknologi och nya lösningar i Asien. En av CP Nordics första investeringar var att bli största aktieägare i Karolinska Development som är noterat på Stockholmsbörsen. Adler är styrelseordförande för NGT-Partners som driver VC och PE fonder med fokus på life-science företag och teknologier. Adler är också en av grundarna och styrelseordförande i Synthesis Group.

## Skärgårdsstaden i Marviken
2012 annonserade Vattenfall ut det nedlagda kärnkraftverket Marviken på Vikbolandet i Norrköpings kommun ut till försäljning. 2018 meddelande Synthesis Real Estate AB att de kommer köpa fastigheten, i vilken Adler var styrelseordförande. Bolaget köpte området för 16,5 miljoner kr. Från början omfattade projektet 500–600 bostäder. Företaget ville förvandla det gamla området till en skärgårdsstad med 5 500 nya bostäder och bland annat ett världskultursmuseum för kärnkraft och kärnvapen. Kostnaden för projektet beräknades från början till 4 miljarder kr, men ändrades senare till 20 miljarder kronor.
I samband med att projektet växte kraftigt växte beställde kommunen hösten 2020 en bakgrundskontroll säkerhetsföretaget Scutus av Niclas Adler och hans företag. När rapporten kom tillbaka pekade den på kopplingar mellan Niclas Adler och kinesiska intressen. Rapporten menade att detta kunde vare ett hot mot rikets säkerhet. Förutom det var kommunen även skeptiska till hur projektet skulle finansieras. Våren 2021 beslöt samhällsplaneringsnämnden i Norrköpings kommun att avbryta planerna för Skärgårdsstaden Marviken. Rapporten hemligstämplades sedan.
2023 dömde Stockholms tingsrätt dömde Scutus på flera punkter och dömdes till att betala skadestånd till Niclas Adler. Chefsrådman Måns Wigén, skrev att rapporten innehöll "en del direkt felaktig information och en del annan missvisande information". Scutus dömdes att ersätta honom med drygt 580 000 kronor. 
En av de centrala punkterna var Niclas Adlers koppling till två asiatiska affärsmän, som dök upp i det uppmärksammade målet mot Sveriges dåvarande Kina-ambassadör Anna Lindstedt 2020. Hon åtalades för att ha fört otillåtna förhandlingar med främmande makt, men friades i domstol.
Såväl Säpo som åklagaren menade att affärsmännen var kinesiska agenter, men domstolen ansåg inte heller att detta var bevisat. Den detaljen framkom inte i Scutusrapporten, trots att den friande domen hade meddelats flera månader tidigare.

### Rättegången
Synthesis Analytics stämde Norrköpings kommun för att de menade att bolaget förlorat stora summor pengar på att kommunen avbröt planerna på en skärgårdsstad i Marviken. På grund av Covid-19-pandemin kunde rättegången inledas först 2024.
Trots att det då gått fyra år sedan stämningsansökan lämnades in till tingsrätten hade Niclas Adlers två advokater svårigheter med att komma fram till vad stämningen mot kommunen egentligen handlade om.
Adlers två advokater yrkade ersättning på 3 725 463 kronor för målet. Kommunens två advokater yrkade ersättning på 1 544 800 kronor.
Norrköpings tingsrätt friade Norrköpings kommun och Niclas Adler och hans bolag Synthesis Analytics skulle betala kommunens rättegångskostnader på drygt 1,5 miljoner kronor.
I februari 2025 tog Göta hovrätt upp fallet.

## Obetalda skulder
Unde våren 2025 stämdes Adler och hans fru i domstol på grund av obetalda skulder. Rättsprocessen fördröjdes för att han undvikit att bekräfta stämningsansökan. Bolagen det handlade om var Marviken One och Marviken Two. Det tredje bolaget är Adler Industries AB som är ett moderbolag, det bolaget äger Mems slott. Slottet lades ut till försäljning med ett utgångspris på 25 miljoner kr.
I stämningsansökan stod att han var skyldig fondbolaget Maderna Capital AB över 82 miljoner kronor i augusti 2024. Niclas Adler lånade pengarna i april 2022, skulden var drygt 44 miljoner kronor från början. Största delen av lånet skulle användas till att ta nya lån till lägre ränta. Men delar av lånet, totalt 12,5 miljoner kronor, skulle användas till projekt i Indonesien. Som säkerhet för lånen hos Maderna har han satt sina fastigheter i pant. Däribland Marviken, Mems slott och en herrgård utanför Kinna.
Han hade även fler fordringsägare, hans bolag hade skulder på över 45 miljoner kronor till Skatteverket och andra företag.
I maj 2025 lades Marviken ut till försäljning.

### Webbkällor
- https://web.archive.org/web/20140920005406/http://www.i3l.ac.id/page/124/message-from-president/en
- http://ithgroup.eu/board-members
- http://hj.se/jibs/forskning/personer/niclas-adler.html